# Heliozoa

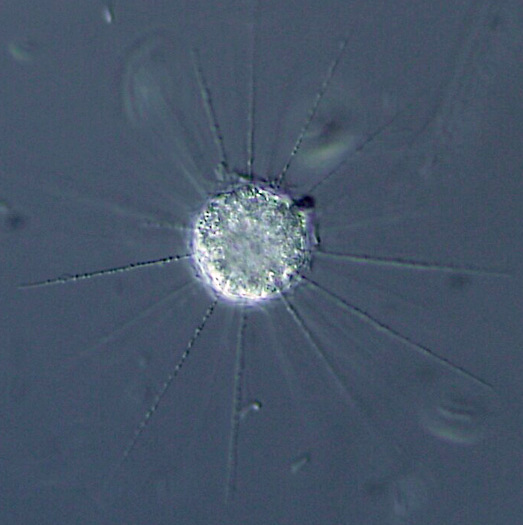
Os centrohélidos, como este Raphidophrys contractilis, são considerados Heliozoa.

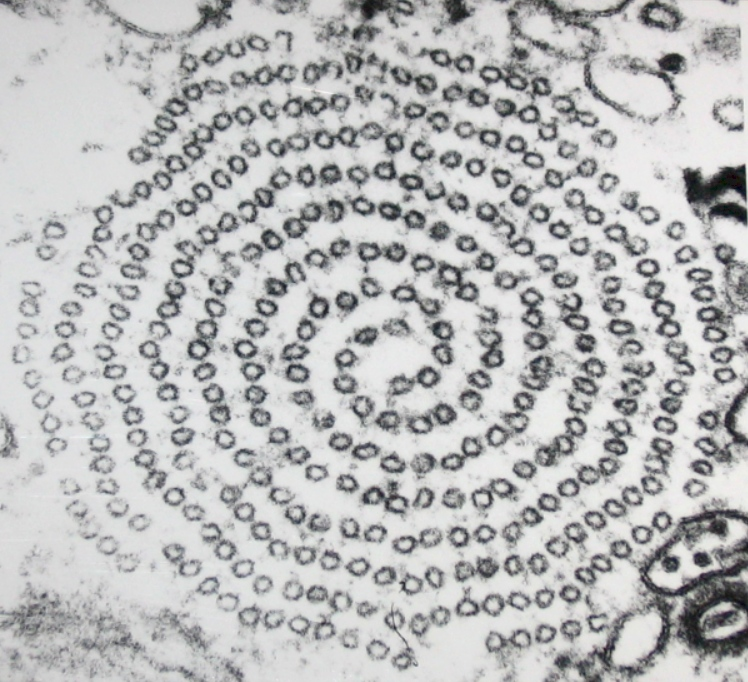
Secção dum axópodo que mostra os microtúbulos. Os axópodos são característicos dos heliozoa.

Os Heliozoa (do grego helios, sol, e zoo, animal) são protistas ameboides fagótrofos, que formavam uma classe nas antigas classificações, mas que agora o seu nome é utilizado simplesmente como um termo descritivo para protistas com determinado aspecto. Possuem forma relativamente esférica com numerosas projeções sustidas por microtúbulos chamados axopódios que irradiam para o exterior a partir da superfície da célula. Estes dão-lhes o aspecto característico em forma de sol a partir do qual receberam o seu nome. São diversas as funções destes axópodos: captura do alimento, percepção de sensações e movimento. Os heliozoas assemelham-se aos radiolários, mas distinguem-se destes pela ausência de cápsulas centrais e doutros elementos esqueléticos complexos, embora alguns produzam escamas e espinhas simples. Encontram-se em águas doces e marinhas. 
Originalmente, os heliozoas foram agrupados numa classe formal denominada Heliozoa ou Heliozoea, mas as distintas ordens que a formavam apresentam diferenças demasiado óbvias e agora considera-se que não estão relacionados entre si. Atualmente, heliozoa é considerado um termo descritivo que se aplica a vários grupos de protistas, entre os quais:
- Actinophryida (axodinos). Posteriormente classificados como Chromalveolata.
- Centrohelida. Hoje geralmente classificados dentro dos Hacrobia.
- Desmothoracida. Atualmente Rhizaria>Cercozoa.
- Dimorphida. Atualmente Rhizaria>Cercozoa.
- Gymnosphaerida. Atualmente Rhizaria>Cercozoa.
- Sticholonche. Atualmente Rhizaria>Radiozoa.

Vários nucleariida foram antes considerados heliozoas, ainda que não possuíssem axópodos sustentados por microtúbulos.